# Beyond the Forest
Beyond the Forest is een film uit 1949 onder regie van King Vidor. De film is gebaseerd op een boek van Stuart Engstrand.
Ondanks het feit dat de film uiteindelijk werd genomineerd voor een Academy Award, was Bette Davis zó ongelukkig met haar rol in de film, dat ze tegen Jack L. Warner dreigde de productie te verlaten, die er pas voor de helft op zat. Hoewel ze, nadat ze onsuccesvol Virginia Mayo voorstelde voor de rol, de film af maakte, eindigde Warner haar contract en verliet Davis de studio na er 18 jaar lang voor gewerkt te hebben.

## Verhaal
Rosa Moline is de vrouw van een arts en heeft een verhouding met Neil Latimer, een zakenman in Chicago. Als Neil na een korte verblijf in Rosa's stad moet terugkeren naar Chicago, tracht Rosa met hem mee te gaan. Neil weigert dit echter, omdat hij hier eigenlijk van plan is met een andere vrouw te trouwen. Nadat ze naar haar man terugkeert, ontdekt ze dat ze zwanger is. Haar man is dolblij en spendeert meer tijd met zijn vrouw. Net nu alles goed lijkt te gaan, keert Neil terug om alsnog op haar huwelijksaanzoek in te gaan. Daarnaast dreigt ook een vriend van haar man aan Neil te vertellen dat ze zwanger is. Rosa wordt razend en vermoordt de man.

## Rolverdeling
| Acteur        | Personage        |
| ------------- | ---------------- |
| Bette Davis   | Rosa Moline      |
| Joseph Cotten | Dr. Louis Moline |
| David Brian   | Neil Latimer     |
| Ruth Roman    | Carol            |
| Minor Watson  | Moose            |